# Pobreza na Coreia do Norte

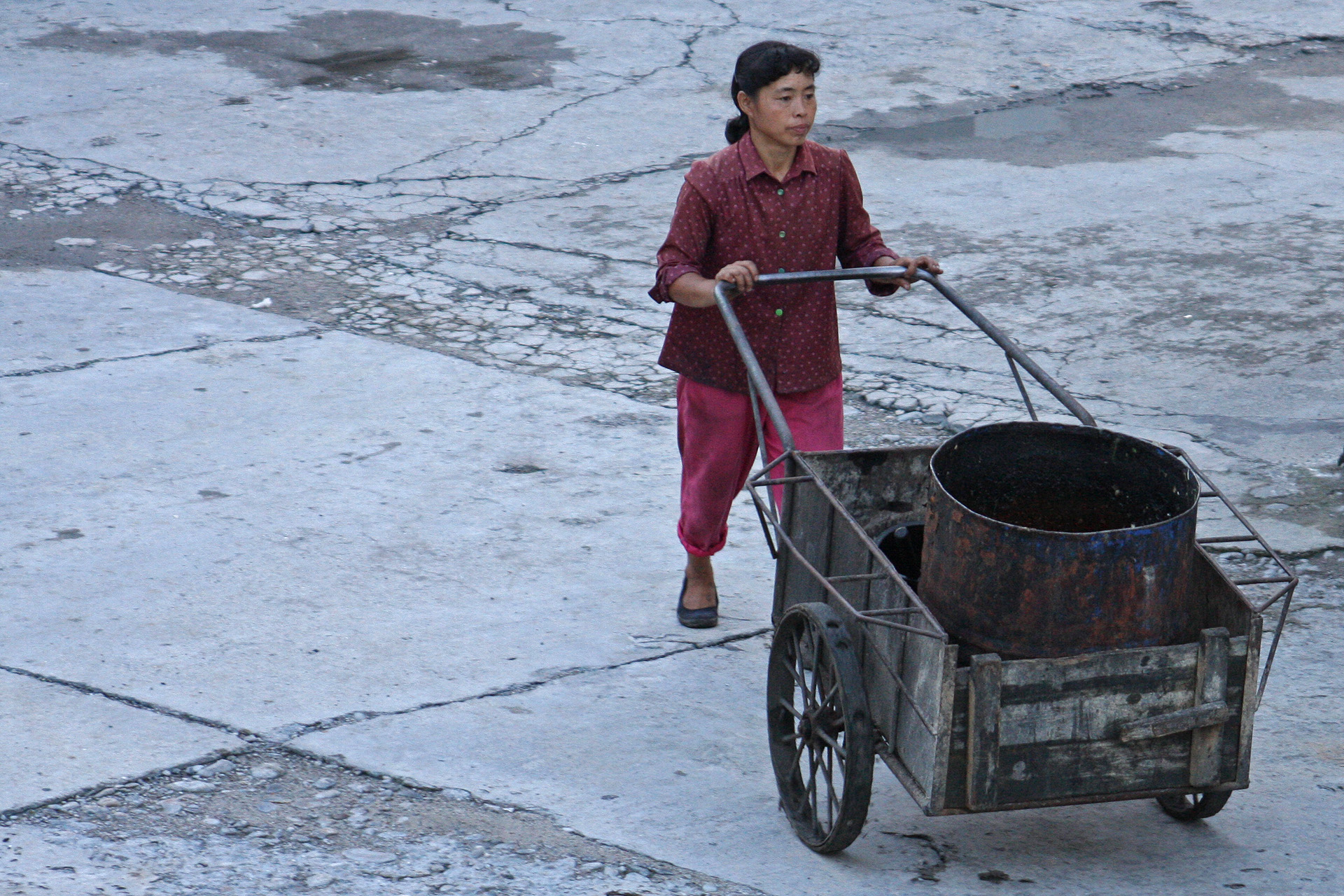
Pobreza na Coreia do Norte

A pobreza na Coreia do Norte é extensa, embora seja difícil obter estatísticas confiáveis devido à falta de pesquisas confiáveis, censura generalizada e ampla manipulação da mídia na Coreia do Norte.
A pobreza na Coreia do Norte foi amplamente repetida por fontes da mídia ocidental com a maioria referindo-se à fome que afetou o país em meados da década de 1990. Um relatório de 2006 sugere que a Coreia do Norte requer cerca de 5,3 milhões de toneladas de grãos por ano, enquanto colhe apenas 4,5 milhões de toneladas, e, portanto, depende de ajuda externa para superar o déficit. Um relatório mais recente de 2014 sugere que a fome agora é um mito, mas destaca as desigualdades de riqueza que são semelhantes a outros países do mundo.
A pobreza na Coreia do Norte foi atribuída à má governança do regime totalitário. Estima-se que 60% da população total da Coreia do Norte vive abaixo da linha da pobreza em 2020.